# Thomas Lumley, 3. hrabě ze Scarborough
Thomas Lumley, 3. hrabě ze Scarborough (Thomas Lumley-Saunderson, 3rd Earl of Scarborough, 4th Viscount Lumley of Waterford, 3rd Viscount Lumley, 3rd Baron Lumley) (1691 – 15. března 1752) byl britský důstojník, dvořan, diplomat a politik ze šlechtického rodu Lumleyů. V politice patřil k whigům, spolu s otcem a starším bratrem dosáhl vlivného postavení po nástupu hannoverské dynastie.

## Kariéra

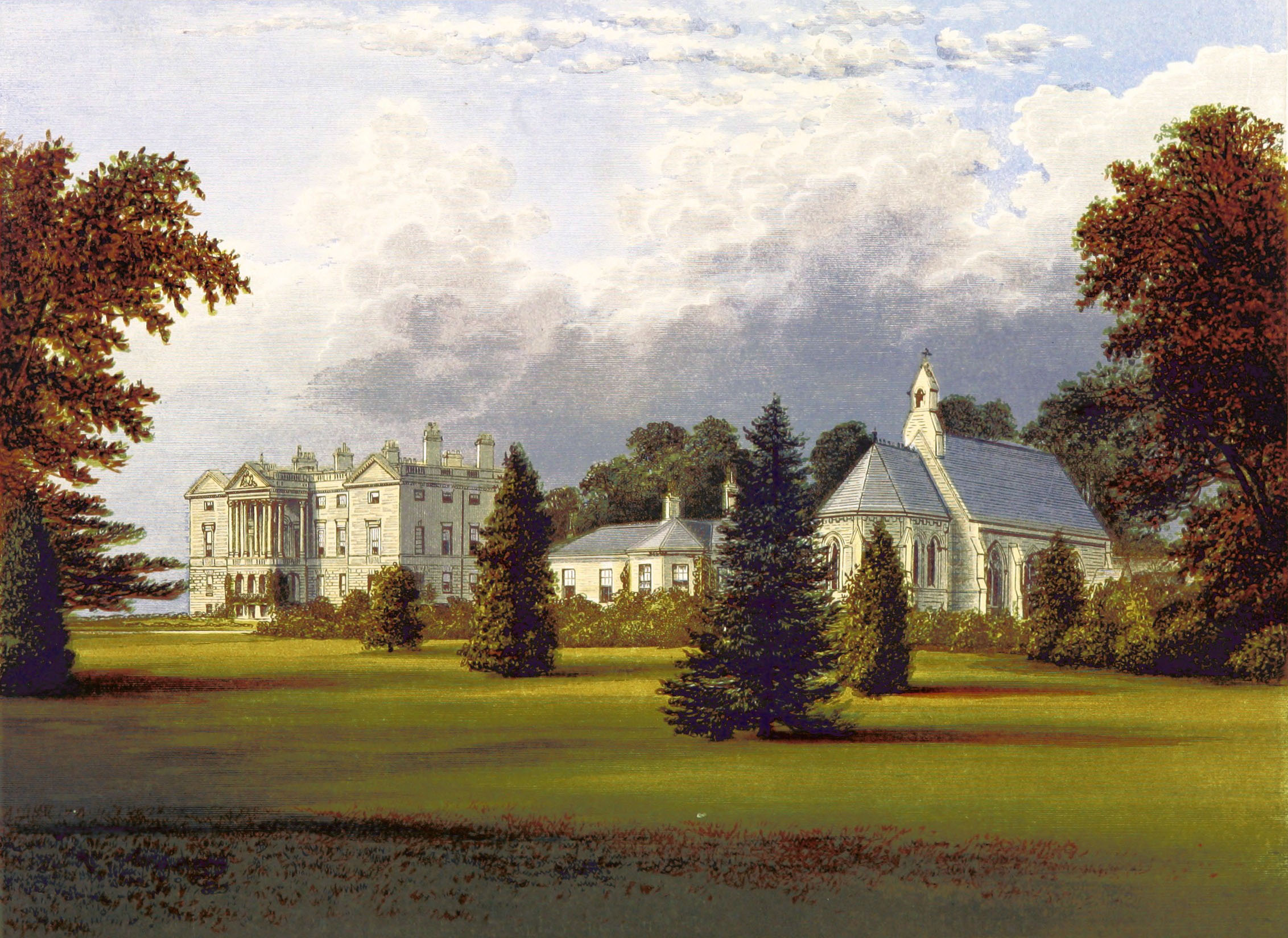
Zámek Sandbeck Park (Yorkshire), sídlo hrabat ze Scarborough od roku 1723

Pocházel ze starobylého šlechtického rodu, byl třetím synem 1. hraběte ze Scarborough. Studoval v Etonu a od mládí sloužil v armádě, za války o španělské dědictví dosáhl hodnosti plukovníka. Po roce 1715 působil ve správě lancasterského vévodství, v letech 1722–1740 byl členem Dolní sněmovny, kde se sice připojil k whigům, ale patřil k dlouholeté opozici proti premiéru Walpolovi. V letech 1722–1724 byl vyslancem v Portugalsku, mezitím po bratranci Jamesu Saundersonovi, 1. hraběti z Castletonu, zdědil majetek a přijal příjmení Saunderson (1723). Součástí dědictví byly statky v hrabstvích Yorkshire a Lincolnshire s vysokými ročními příjmy a zámek Sandbeck Park (Yorkshire), které se stalo hlavním sídlem hrabat ze Scarborough až do 20. století. Thomas Lumley se snažil také o získání peerského titulu, což se mu však nepodařilo. V roce 1725 obdržel Řád lázně, později zastával hodnosti u dvora, v letech 1738–1751 byl pokladníkem prince waleského. Mezitím po starším bratrovi zdědil rodové tituly a stal se členem Sněmovny lordů (1740).
V roce 1724 se oženil s Frances Hamilton (1700–1772), dcerou 1. hraběte z Orkney. Syn Richard Lumley-Saunderson, 4. hrabě ze Scarborough (1726–1782), zastával dlouhodobě vysoké funkce u dvora, dcera Frances (1729–1796) se provdala za 1. hraběte z Ludlow, který taktéž působil u dvora.